# Zigoitia
Zigoitia är en kommun i Spanien. Den ligger i Álavaprovinsen i södra delen av den autonoma regionen Baskien i norra delen av landet, 290 km norr om huvudstaden Madrid. Antalet invånare är 1 844 (2024). Arean är 102,09 kvadratkilometer. Zigoitia gränsar till Zuia, Legutio, Arratzua-Ubarrundia, Vitoria-Gasteiz, Zeanuri och Ubide. 